# Amphiglossus intermedius
Amphiglossus intermedius är en ödleart som beskrevs av  Oskar Boettger 1913. Amphiglossus intermedius ingår i släktet Amphiglossus och familjen skinkar.
Artens utbredningsområde är Madagaskar. Inga underarter finns listade i Catalogue of Life.